# 日本のペイントボール
日本のペイントボール（にっぽんのペイントボール）では日本国内におけるペイントボールの現状を解説する。

## 概要
- 始まりは米国である。
- 日本の在日米軍施設内でもペイントボールが行われた。
- 沖縄県嘉手納の在日米軍基地及び東京都、稲城市の「多摩ヒルズ」内で米国軍人のスポンサードによって極少数の日本人がペイントボールを始めた。
- 日本国内でもペイントボール・フィールドが出来て楽しめる様になった。
- 日本国での銃刀法改正後、日本国内でのペイントボールは世界規準に比べ弾速及び発射圧が改正銃刀法に見合ったものとなった。

## 歴史
- 1985年、ミリタリー専門誌『コンバットマガジン』でイチロー・ナガタが炭酸ガス使用のペイントボールを紹介した。
- 1992年、『コンバット・マガジン』でサバイバルゲームチームであるニンジャが米国でのペイントボールを体験した事が掲載された。
- 1993年、エアソフトガン・製造販売メーカーの「アサヒ・ファイアーアームズ」の社員である松村(Hiro)が渡米し米国でのペイントボール・ゴーグル・メーカーのJTUSA社を訪れ、同社との輸入・販売契約。またアジア全域で初めてNPPL（ナショナル・プロフェッショナル・ペイントボール・リーグ）のトーナメントに出場。
- 1994年、松村(Hiro)が「JPPL」というチーム名でNPPLのサンディエゴ・オープン（米国・サンディエゴ）に出場。
- 1995年、日本及び全アジアで初のペイントボール・トーナメント・チームである「ファー・イースト・ドラゴンズ」が東京都の在日米軍施設内で結成され松村がキャプテンを勤めた。
- 1995年10月のNPPLワールドカップ（米国・フロリダオーランド）に「ファー・イースト・ドラゴンズ」が出場。
- その際のメンバーは日米韓混合で10名。（1995年当時はNPPLトーナメントは10名もしくは5名で1チームと見なされた。）1995年、NPPLワールドカップ（オーランド・フロリダ）でのFAR EAST DRAGONS 公式写真。

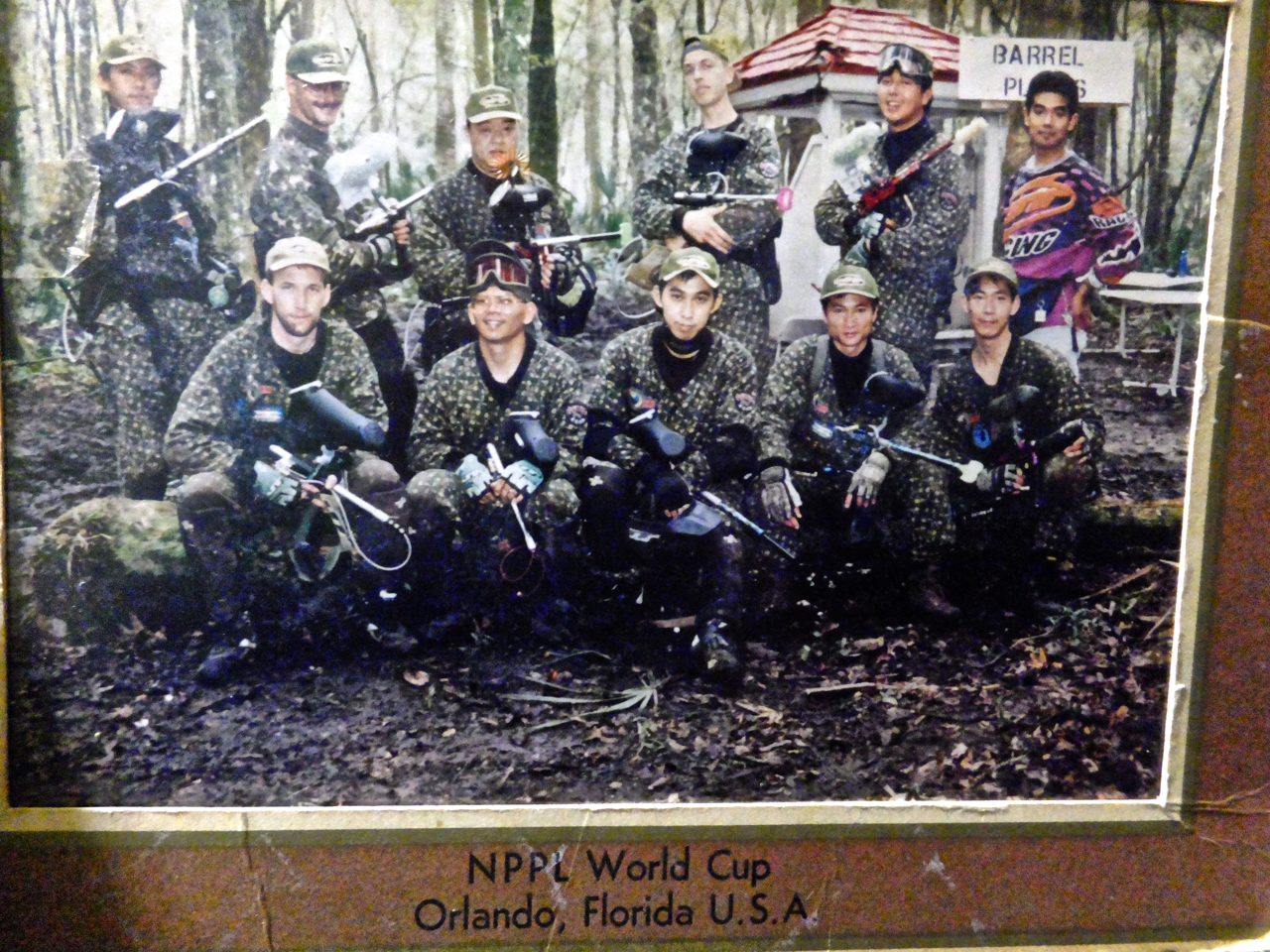
1995年、NPPLワールドカップ（オーランド・フロリダ）でのFAR EAST DRAGONS 公式写真。

- 1995年、世界的にはそれ迄の炭酸ガスから圧搾空気へのパワーソースの転換期となりレギュレーターによる圧力調整が可能になった。これに対応したのは日本国内では前述の「ファー・イースト・ドラゴンズ」のみ。

1996年、NPPL シカゴ・トーナメントでFAR EAST DRAGONSがスポーツマンシップ・アワードを受賞。

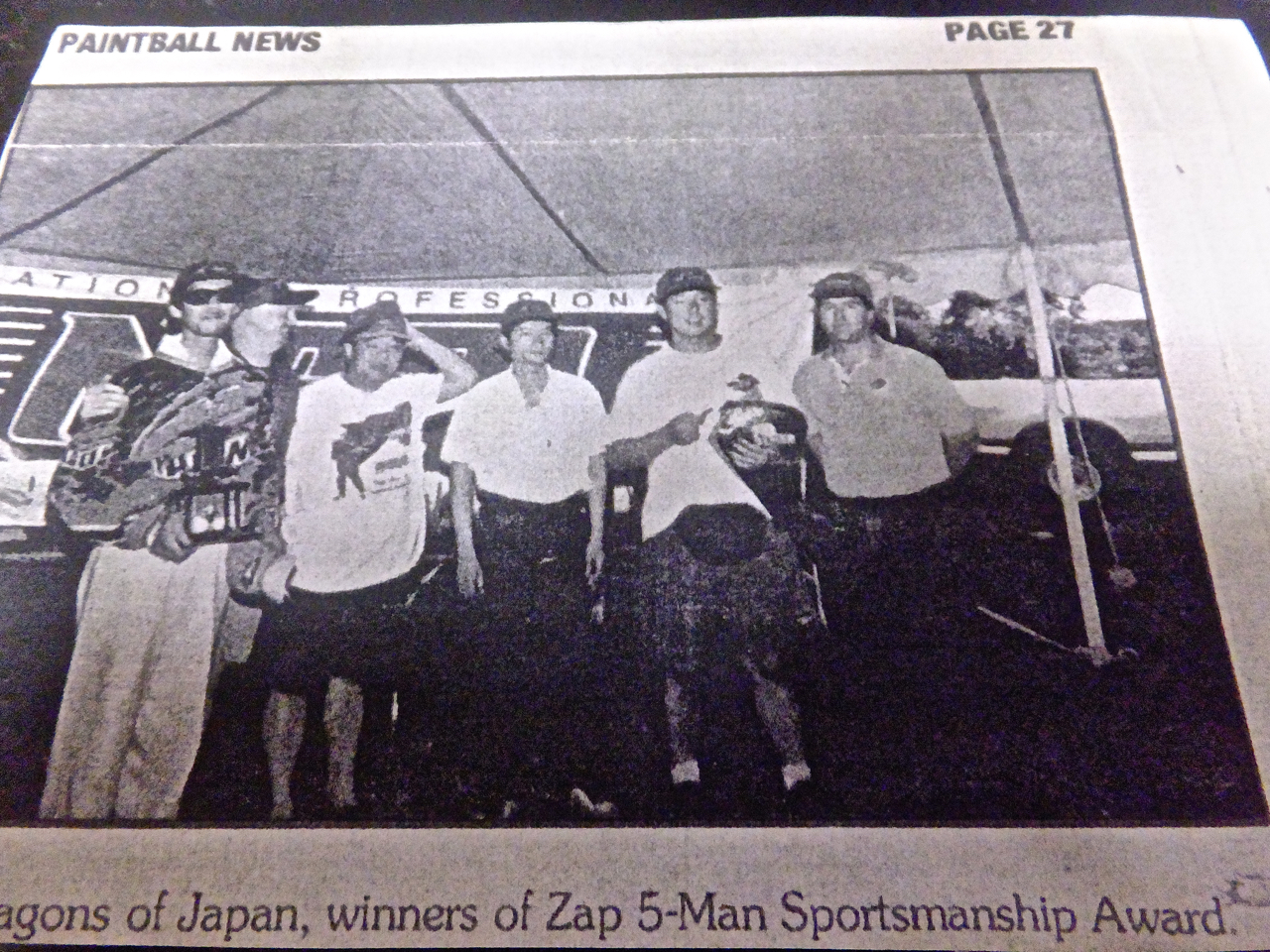
1996年NPPL FAR EAST DRAGONSがシカゴ・トーナメントでSportsmanship Award を受賞したPAINTBALL NEWS PAGE27の写真。

## 黎明期に活動した人物
- 代表的な日本のペイントボール・トーナメント・チームであった「ファー・イースト・ドラゴンズ」のメンバーは、キャプテンに松村(Hiro)（韓国籍）、サブキャプテンにDennis（米国人）、以下、吉村(Yoshi)、ナベ(Nabe)、トシ(Toshi)、セキ(Seki)、チャーリー(Chalie)、Nuey（米国人）、Craig（米国人）、Marck（米国人）の10名であった。これはYouTube動画 https://www.youtube.com/watch?v=PjK-isj0joU https://www.youtube.com/watch?v=1pFG82qIdMU https://www.youtube.com/watch?v=I6pgfvPeLmc に依り確認出来る。
- 1996年、NPPLのシカゴ・オープン・トーナメントに「ファー・イースト・ドラゴンズ」が出場。「Sportsmanship Award」を受賞1996年NPPL FAR EAST DRAGONSがシカゴ・トーナメントでSportsmanship Award を受賞した。

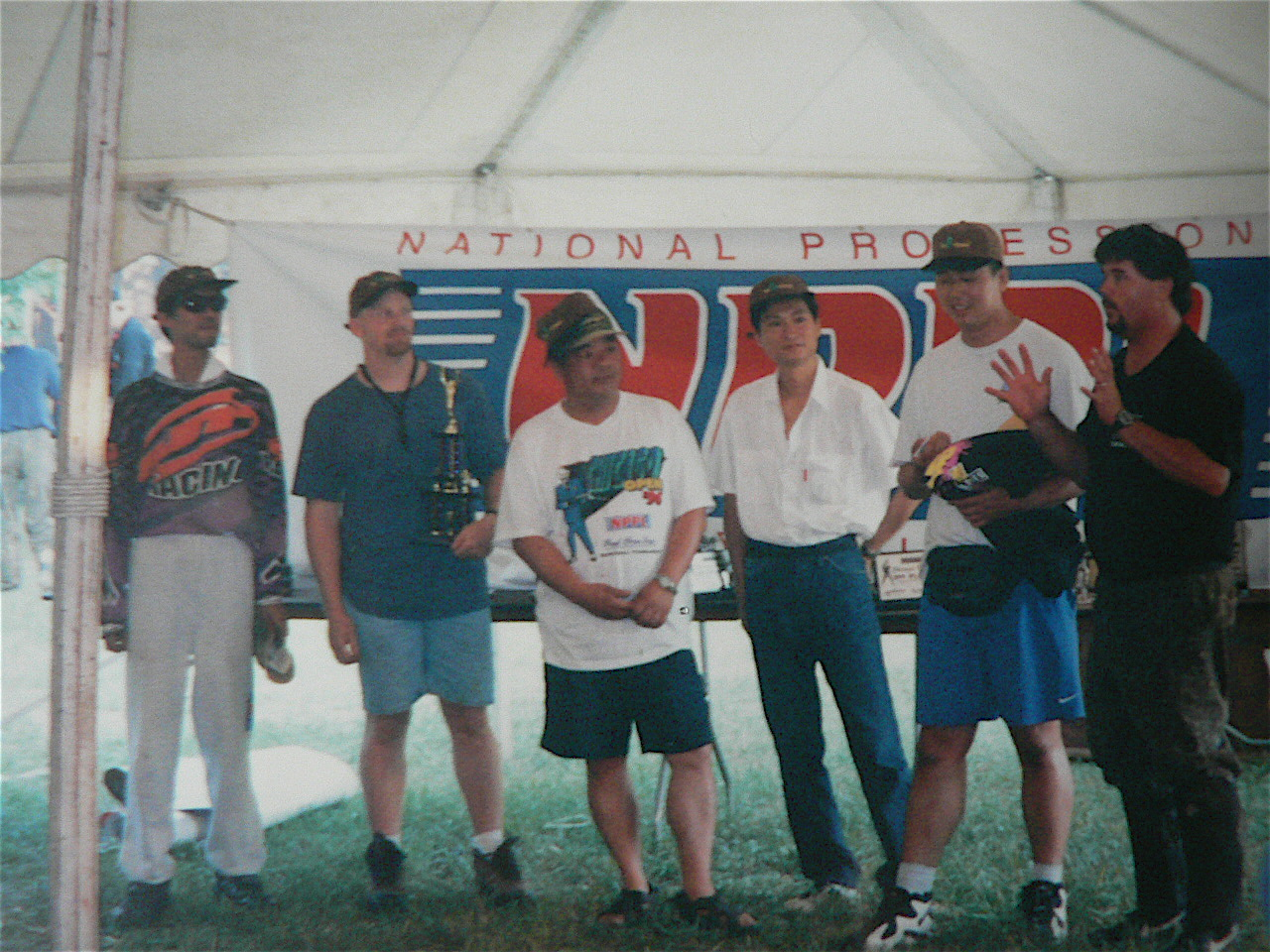
1996年にNPPLシカゴ・トーナメントでFAR EAST DRAGONSがスポーツマンシップ・アワードを受賞した際にボブ・ロングからのコメントを受けた写真。

- 上記のメンバー以外にも在籍しているチームメンバーがあり、トーナメントに参加できるメンバーでその都度チームを編成していた。

## 日本でのペイントボール発祥の地
- 東京都稲城市の「多摩ヒルズ」内フィールド（現在はTamattack Paintball）
- 沖縄県嘉手納基地内フィールド（以上、米国領）
- 静岡県(DIABLO TOKAI PAINTBALL)

## ペイントボール関連団体・企業
- NPO法人日本ペイントボール協会（JPA)
- NPO法人東アジアペイントボール協会
- 日本ペイントボール競技連盟 (PDI)
- 株式会社バンノ
- ペイントボール・フィールド・スプラッシュ
- ペイントボール・フィールド・ニセコ
- WAR-ZONE
- エスペリオ京都ペイントボールクラブ

など

## 日本のペイントボールチーム
ファー・イースト・ドラゴンズの後、日本国内にも幾つかのチームが結成された。
代表的なチーム
ブレーンII（静岡）
TSS（千葉）
空(Ku)（三重）
4(Shi)（関東）
LessRush
MSA
チームWipe Out
にたまご」（関東）
暴君」(BOUKUN)（関東）
琉球キングス（2011年PALS Thailand Division2 チャンピオン）
YPC
侍
MegaBrid
Root's
AGUD
柳」(RYU)
マッチョでポン
epic
Epidetnic
など